# Gustav Adolf Gulden
Gustav Adolf Gulden (* 18. Dezember 1808 in Mörzheim; † 7. April 1882 in Zweibrücken) war ein deutscher Jurist und Politiker. Er war Abgeordneter in dem 1848 erstmals gewählten gesamtdeutschen Parlament, das auch als Frankfurter Nationalversammlung bezeichnet wird. 

## Leben
Gustav Adolf Gulden wuchs in einem liberalen Elternhaus auf. Sein Vater war der liberale Pfarrer Johann Jakob Gulden, seine Mutter eine Schwester von August Ferdinand Culmann, ebenfalls Mitglied der Frankfurter Nationalversammlung, und von Christian Culmann, bayerischer Landtagsabgeordneter.
Gulden studierte Philosophie und Rechtswissenschaften in München und Heidelberg. In München schloss er sich 1827 der Burschenschaft Marcomannia an und wurde deren Sprecher. Als diese sich spaltete, wurde Gulden Mitbegründer der Burschenschaft Germania. Deswegen fand 1836 ein Untersuchungsverfahren gegen Gulden statt und er wurde im Schwarzen Buch der Frankfurter Bundeszentralbehörde genannt. In diesem Index wurden demokratisch gesinnte Personen aufgeführt, die als politisch gefährlich galten und deshalb bespitzelt wurden. Wegen seiner Teilnahme am Hambacher Fest wurde Gulden nach seinem Studium sogar zeitweilig mit einem Berufsverbot belegt. Ebenso wurde er deswegen mehrmals bei der Aufnahme in den Staatsdienst übergangen.
Von 1837 bis zu seinem Tod war er als Advokat beim Bezirks- und Appellationsgericht in Zweibrücken tätig.
Im Revolutionsjahr 1848 wurde er für den Wahlkreis 3. Pfalz (Homburg) als Abgeordneter im Paulskirchenparlament. Er schloss sich der Fraktion Deutscher Hof, später dem Märzverein an. Ab 1849 war er Erster Schriftführer im Prioritätsausschuß. Er stimmte gegen die Wahl des preußischen Königs zum deutschen Kaiser und reagierte mit einer sehr scharfen Rede, als 1849 der bayerische König die Reichsverfassung ablehnte. Außerdem war er Mitglied des Stuttgarter Rumpfparlaments.
Nach 1849 war er in Zweibrücken Mitglied der Stadtverordnetenversammlung, Vorstand der Anwaltskammer und königlicher Rat. Nach 1860 war er Vorstand des Liberalen Vereins.